# Giovanni Balbo
Giovanni Balbo, noto con il nome di battaglia "Pinin" (Cossano Belbo, 16 novembre 1888 – Valdivilla, 24 febbraio 1945), è stato un partigiano italiano, decorato con la medaglia d'oro al valor militare.

## Biografia
Da sempre chiamato con il soprannome "Pinin" anche da partigiano utilizza questo nome, i nazisti gli fanno saltare la casa dopo avergli fatto togliere tutti i suoi averi con l'aiuto di alcuni contadini. Entra nella brigata del figlio Piero Balbo. Viene fatto prigioniero e dopo la liberazione ottenuta con uno scambio di prigionieri ritorna sul campo con la responsabilità di capo di stato maggiore della 2ª Langhe, brigata del 1º Gruppo Divisioni Alpine comandato da Enrico Martini.
Nel dicembre del 1944 rimane gravemente ferito, ancora convalescente rientra nei ranghi e tre mesi dopo trova la morte in uno scontro a fuoco.
Nel medesimo scontro muore anche Dario Scaglione, nato a Santo Stefano Belbo nel 1926, decorato di Medaglia d'argento al valor militare, con questa motivazione:
()

## Onorificenze

### Riconoscimenti
Il suo paese natale gli ha dedicato una piazza.

## Nella cultura di massa
A lui è dedicato il principale tema musicale del film C’eravamo tanto amati diretto da Ettore Scola del 1974. La canzone E io ero Sandokan dedicata alla Resistenza è scritta dallo stesso Scola (testi) e da Armando Trovajoli (musica) . Il gruppo Radici nel cemento ne ha proposto una versione Ska nell'album Popoli in vendita. Un'altra versione è pubblicata dai Banda Bassotti in Banditi senza tempo.